# Rittergut Weischütz

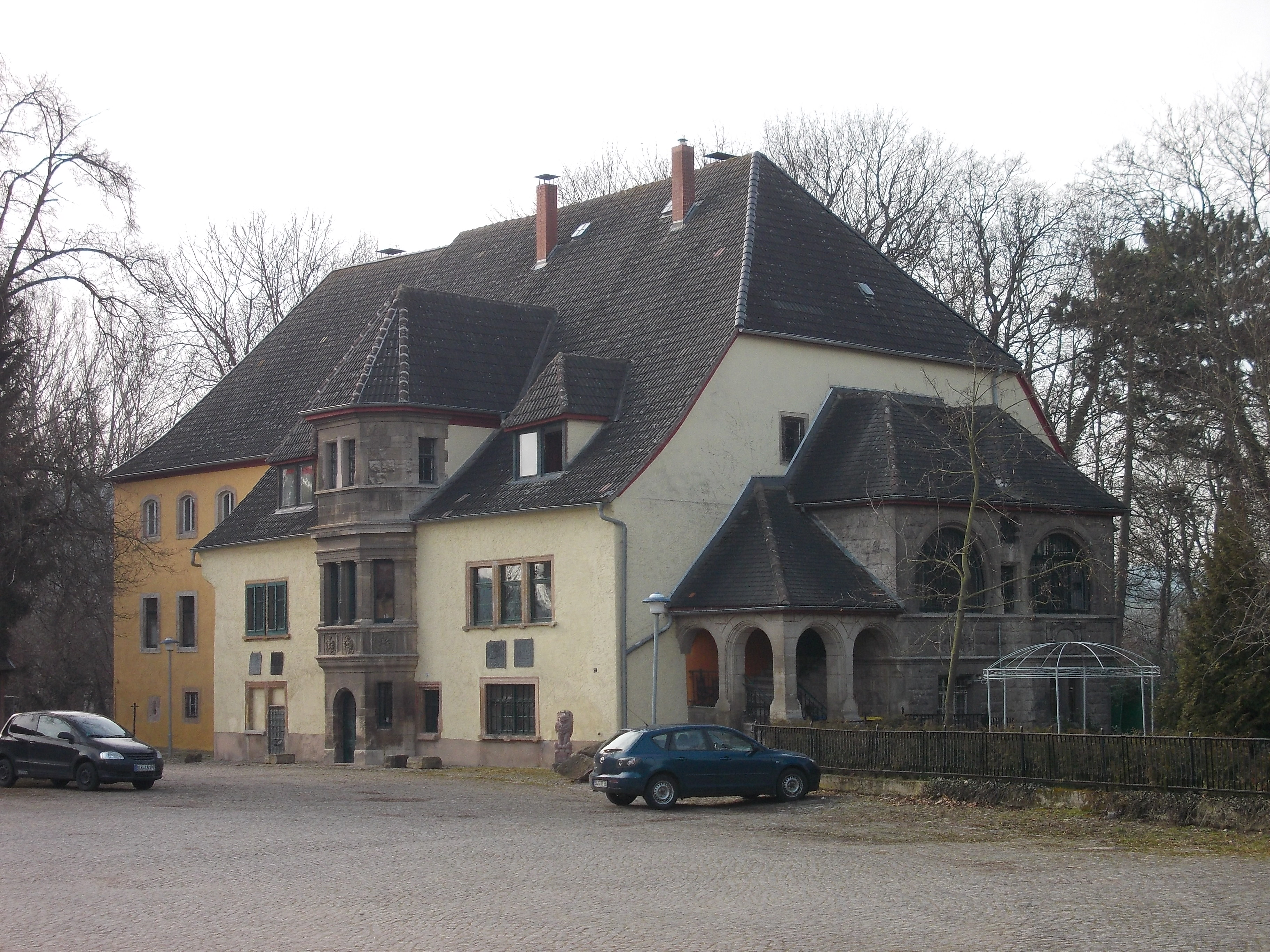
Herrenhaus des Rittergutes Weischütz (2014)

Das Rittergut Weischütz ist ein Baudenkmal im Ortsteil Weischütz der Stadt Freyburg (Unstrut) im Burgenlandkreis in Sachsen-Anhalt. Das Gutshaus steht unter der Nummer 094 83495 auf der Liste der Kulturdenkmale in Freyburg (Unstrut).

## Geographische Lage
Das Rittergut Weischütz befindet sich in zentraler Lage unter der Adresse Weischütz 2.

## Geschichte
Der Komplex des Rittergutes Weischütz entstand bereits im Mittelalter und war zeitweise in einen oberen und unteren Teil gegliedert. Die Besitzerfolge lässt sich anhand der Lehnbriefe der Landgrafen von Thüringen bis in das 14. Jahrhundert zurückverfolgen. Das Gut befand sich zunächst im Besitz der Familie von Kannewurff auf Weißensee. Von 1365 bis 1468 gehörte das Rittergut der Familie von Rockhausen auf Kirchscheidungen und gelangte dann in den Besitz derer von Thüna (1468 bis 1630). 1630 war es kurzzeitig im Gemeinschaftsbesitz von Hans Georg von Osterhausen und Georg von Nißmitz. Letzterer kaufte im gleichen Jahr von den drei Lehenserben des Hans Georg von Osterhausen dessen andere Gutshälfte für 7000 Gulden noch dazu, so dass er alleiniger Eigentümer wurde.
Weitere Besitzerfamilien waren von Oelschnitz (1701–1702), von Bünau (1702–1763), von Wilcke (1763–1796), Leyser (1796–1823), Schröder (ab 1823) und zuletzt von Streit.

## Bauliche Besonderheiten

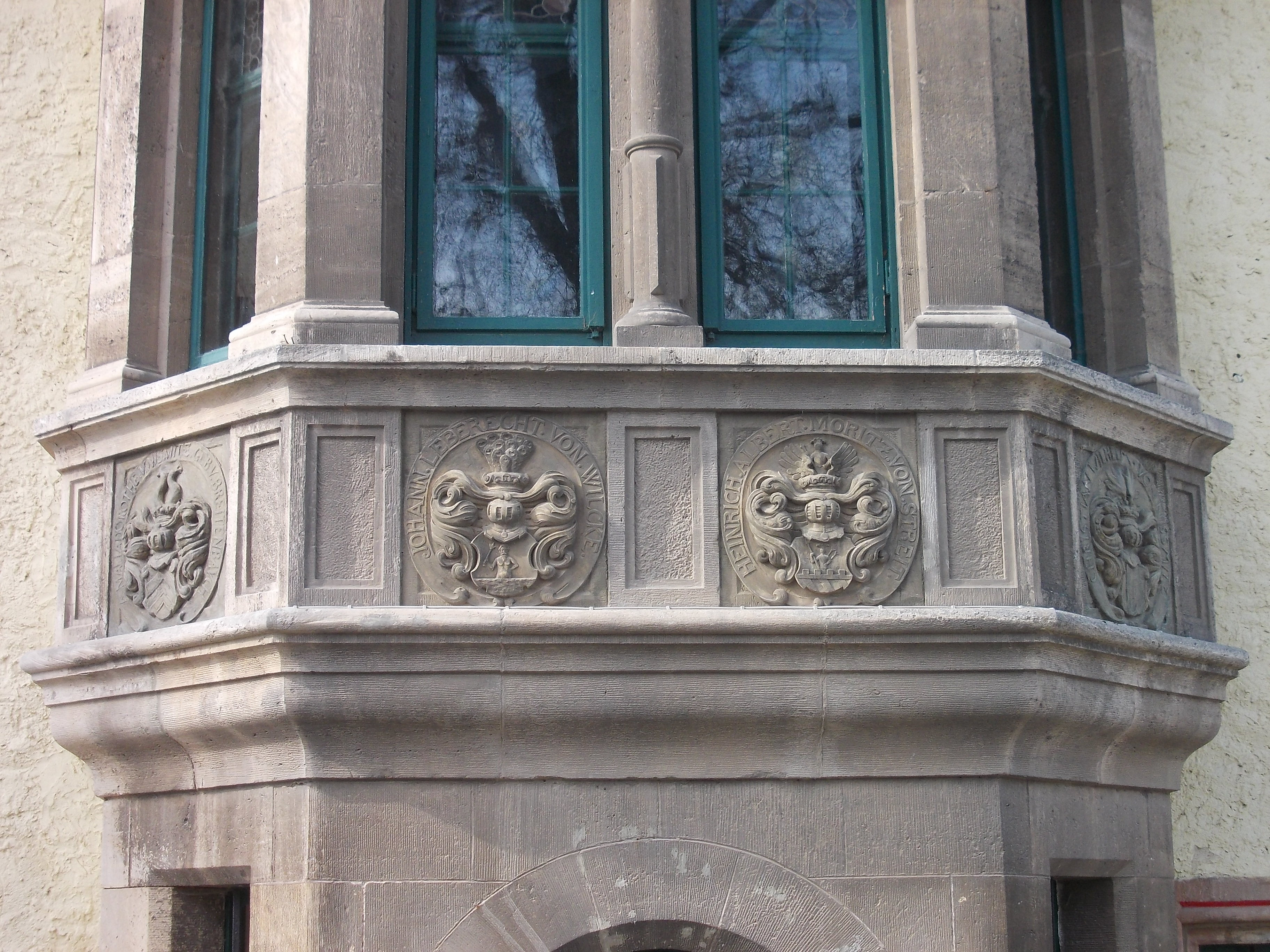
Wappenfries am Erker über dem Haupteingang

Am zu Beginn des 20. Jahrhunderts angebauten historisierenden Erker des Rittergutes, das nach 1945 als Unterkunft für Heimatvertriebene und später als Gemeindeamt genutzt wurde, befinden sich vier Wappenmedaillons der Vorbesitzerfamilien, und seitlich am Haus die Allianzwappen der Familien von Thüna und von Wiehe, auf deren Initiative um das Jahr 1601 das Herrenhaus neuerrichtet wurde.
Wie alle Rittergüter mit einem Grundbesitz von über 100 Hektar wurden auch die Eigentümer des Rittergutes Weischütz mit 213 Hektar durch die Beschlüsse der Bodenreform in der Sowjetischen Besatzungszone im September 1945 enteignet.